# Mosche de Leon

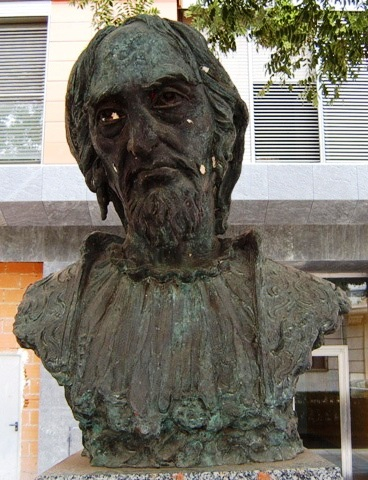
Büste Mosche de Leons in Guadalajara (fiktive, künstlerische Darstellung)

Mosche ben Schem Tov de León (hebräisch משה בן שם-טוב די-ליאון, geboren um 1240 in Guadalajara oder León; gestorben 1305 in Arévalo) war ein spanischer Rabbiner. Ursprünglich ein Anhänger des Maimonides, wurde er später ein Kabbalist. Er lebte unter anderem in Guadalajara, Valladolid und Ávila.

## Leben
Mosche ist der Sohn von Schem Tov de León, er wurde wahrscheinlich in León geboren. Eine lange Zeit, bis ungefähr zum Jahr 1291, lebte er in Guadalajara. Dort verfasste er auch die meisten seiner Schriften.
Mosche war mit den Philosophen des Früh- und Hochmittelalters und der gesamten mystischen Literatur vertraut und kannte und verwendete die Schriften von Solomon ibn Gabirol, Judah ha-Levi, Maimonides, Moses ben Nachman usw.
Mosche de Leon lernte durch seine Bekanntschaft mit Josef Gikatilla dessen prophetische Kabbala kennen; davon beeinflusst entwickelte er sich nach dem Studium neuplatonischer Texte zu einem einflussreichen Vertreter der theosophischen (sephiroth-theologischen) Richtung.
Mosche war mit Tami Musaphia Heni aus Tihama (um 1250–1305) verheiratet und hatte einen Sohn.

## Moses de Leon und derSohar
Der Autor oder Redaktor des Sohar de Leon zeigt in seinem Werk keinen direkten Einfluss des antiken Philosophen Plotin, weder aus dessen Werken, noch aus seinen Philosophemen, auch finden sich aus dem Umfeld des Neuplatonismus keine direkten Zitate oder andere expliziten Beziehungen, dennoch enthält der Sohar viele Konzepte, die stark mit neuplatonischen Ideen übereinstimmen. Es gibt Anhaltspunkte, dass de Leon von jüdischen Philosophen und Mystikern beeinflusst wurde, die wiederum durch die spätantike Philosophie, einschließlich des Neuplatonismus geprägt waren.
Ihm wird der größte Teil des Werkes Sohar zugeschrieben, der in aramäischer Kunstsprache verfasst und von Mosche de Leon ab etwa 1275 „als angeblich altes Werk des Rabbinen Shim`on bar Jochaj“ aus dem frühen 2. Jahrhundert verbreitet wurde; danach verfasste er auch unter eigenem Namen kabbalistische Schriften „und zitierte darin aus dem Zôhar wie aus einem alten Buch“. Obgleich dieses zum Hauptwerk der Kabbala avancierte und dabei die übrigen kabbalistischen Schriften in den Hintergrund drängte, ist über ihn als mutmaßlichen Verfasser recht wenig bekannt.
Der Sohar legt in teils umfangreichen, diversen Traktaten Auslegungen zur Tora dar, erzählt Geschichten zu Gestalten des Judentums, so zu Rabbi Schimon ben Jochai und dessen Schülern, sowie Spekulationen zu Zahlen und Buchstaben als Teil des Hebräischen und damit zu den Fundamenten der Welt.